# Cichlocolaptes leucophrus
Cichlocolaptes leucophrus е вид птица от семейство Furnariidae, единствен представител на род Cichlocolaptes.

## Разпространение
Видът е разпространен в Бразилия.